# 2010년대 오리콘 CD 음반 차트 1위

#### 2010년
| 1월 - 1월 4일 - 이키모노가카리 『ハジマリノウタ』 (2010년 1월 1위) - 1월 11일 - (미발표) - 1월 18일 - 이키모노가카리 『ハジマリノウタ』 (2주 연속) - 1월 25일 - LANDS 『Olympos』 2월 - 2월 1일 - girl next door 『NEXT FUTURE』 - 2월 8일 - HY 『Whistle』 - 2월 15일 - 코다 쿠미 『BEST~third universe~ & 8th AL "UNIVERSE"』 - 2월 22일 - FUNKY MONKEY BABYS 『ファンキーモンキーベイビーズBEST』 3월 - 3월 1일 - 동방신기 『BEST SELECTION 2010』 (2010년 2월 1위) - 3월 8일 - 도쿄지헨 『スポーツ』 - 3월 15일 - 시미즈 쇼타 『Journey』 - 3월 22일 - YUKI 『うれしくって抱きあうよ』 - 3월 29일 - 『ONE PIECE MEMORIAL BEST』 (2010년 3월 1위) 4월 - 4월 5일 - 포르노그라피티 『∠TRIGGER』 - 4월 12일 - aiko 《BABY》 - 4월 19일 - AKB48 『神曲たち』 (2010년 4월 1위) - 4월 26일 - 하마사키 아유미 『Rock'n'Roll Circus』 5월 - 5월 3일 - 토쿠나가 히데아키 『VOCALIST 4』 (2010년 5월 1위) - 5월 10일 - 토쿠나가 히데아키 『VOCALIST 4』 - 5월 17일 - 토쿠나가 히데아키 『VOCALIST 4』 - 5월 24일 - 토쿠나가 히데아키 『VOCALIST 4』 (4주 연속) - 5월 31일 - 『EXIT TUNES PRESENTS Vocalogenesis feat.初音ミク』 6월 - 6월 7일 - 쿠루리 『僕の住んでいた街』 - 6월 14일 - BENI 『Lovebox』 - 6월 21일 - EXILE 『FANTASY』 (2010년 6월 1위) - 6월 28일 - KAT-TUN 『NO MORE PAIИ』 | 7월 - 7월 5일 - 니시노 카나 『to LOVE』 (2010년 7월 1위) - 7월 12일 - 니시노 카나 『to LOVE』 (2주 연속) - 7월 19일 - Hey! Say! JUMP 『JUMP NO.1』 - 7월 26일 - YUI 『HOLIDAYS IN THE SUN』 8월 - 8월 2일 - SMAP 『We are SMAP!』 - 8월 9일 - 카토 미리야 『HEAVEN』 - 8월 16일 - 아라시 『僕の見ている風景』 (2010년 앨범차트 1위) (2010년 8월 1위) - 8월 23일 - 아라시 『僕の見ている風景』 (2주 연속) - 8월 30일 - 이나바 코시 『Hadou』 9월 - 9월 6일 - 코부쿠로 『ALL COVERS BEST』 - 9월 13일 - Superfly 『Wildflower & Cover Songs:Complete Best 'TRACK 3'』 (2010년 9월 1위) - 9월 20일 - JYJ 『The...』 - 9월 27일 - NEWS 『LIVE』 10월 - 10월 4일 - 린토시테시구레 『still a Sigure virgin?』 - 10월 11일 - JUJU 『Request』 (2010년 10월 1위) - 10월 18일 - JUJU 『Reques』 (2주 연속) - 10월 25일 - GLAY 『GLAY』 11월 - 11월 1일 - 칸쟈니∞ 『8UPPERS』 - 11월 8일 - 방과 후 티타임 『放課後ティータイムII』 - 11월 15일 - 이키모노가카리 『いきものばかり〜メンバーズBESTセレクション〜』 (2010년 11월·2011년 1월 1위) - 11월 22일 - 이키모노가카리 『いきものばかり〜メンバーズBESTセレクション〜』 (2주 연속) - 11월 29일 - 후쿠야마 마사하루 『THE BEST BANG!!』 12월 - 12월 6일 - 우타다 히카루 『Utada Hikaru SINGLE COLLECTION VOL.2』 - 12월 13일 - Mr.Children 『SENSE』 (2010년 12월 1위) - 12월 20일 - Mr.Children 『SENSE』 (2주 연속) - 12월 27일 - BUMP OF CHICKEN 『COSMONAUT』 |

#### 2011년
| 1월 - 1월 3일 - 하마사키 아유미 『Love songs』 - 1월 10일 - 노스리브스 『ノースリーブス』 - 1월 17일 - 이키모노가카리 『いきものばかり〜メンバーズBESTセレクション〜』 (통산 3주) - 1월 24일 - 사카모토 마아야 『You can't catch me』 - 1월 31일 - 『EXIT TUNES PRESENTS Vocalonexus feat.初音ミク』 2월 - 2월 7일 - 야마시타 토모히사 『SUPERGOOD, SUPERBAD』 - 2월 14일 - 유스케 『あの・・こんなんできましたケド。』 - 2월 21일 - 유스케 『あの・・こんなんできましたケド。』 (2주 연속) - 2월 28일 - 유즈 『2 -NI-』 3월 - 3월 7일 - 쿠와타 케이스케 『MUSICMAN』 (2011년 2월 1위) - 3월 14일 - 코다 쿠미 『Dejavu』 - 3월 21일 - EXILE 『願いの塔』 (2011년 3월 1위) - 3월 28일 - 게쓰메이시 『ケツノポリス7』 4월 - 4월 4일 - EXILE 『願いの塔』 - 4월 11일 - EXILE 『願いの塔』 (2주 연속, 통산 3주) - 4월 18일 - miwa 『guitarissimo』 - 4월 25일 - 요시이 카즈야 『The Apples』 5월 - 5월 2일 - 오다 카즈마사 『どーも』 - 5월 9일 - 아무로 나미에 『Checkmate!』 (2011년 4월 1위) - 5월 16일 - 아무로 나미에 『Checkmate!』 (2주 연속) - 5월 23일 - 빅뱅 『BIGBANG 2』 - 5월 30일 - FT아일랜드 『FIVE TREASURE ISLAND』 6월 - 6월 6일 - 레이디 가가 『Born This Way』 (2011년 5월 1위) - 6월 13일 - 소녀시대 『GIRLS' GENERATION』 - 6월 20일 - AKB48 『ここにいたこと』 (2011년 6월 1위) - 6월 27일 - Superfly 『Mind Travel』 | 7월 - 7월 4일 - 니시노 카나 『Thank you, Love』 - 7월 11일 - 도쿄지헨 『大発見』 - 7월 18일 - 아라시 『Beautiful World』 (2011년 앨범차트 1위) (2011년 7월 1위) - 7월 25일 - JUJU 『YOU』 8월 - 8월 1일 - JUJU 『YOU』 (2주 연속) - 8월 8일 - B'z 『C'mon』 - 8월 15일 - 카토 미리야 『M BEST』 - 8월 22일 - 야마시타 타츠로 『Ray of Hope』 - 8월 29일 - SMAP 『SMAP AID』 (2011년 8월 1위) 9월 - 9월 5일 - YUKI 『megaphonic』 - 9월 12일 - 하마사키 아유미 『FIVE』 (2011년 9월 1위) - 9월 19일 - 하마사키 아유미 『FIVE』 (2주 연속) - 9월 26일 - AAA 『#AAABEST』 10월 - 10월 3일 - 2NE1 『NOLZA』 - 10월 10일 - 동방신기 『TONE』 (2011년 10월 1위) - 10월 17일 - A.N.JELL 『A.N.JELL WITH TBS系金曜ドラマ「美男ですね」MUSIC COLLECTION』 - 10월 24일 - 기무라 카에라 『8EIGHT8』 - 10월 31일 - 테고마스 『テゴマスのまほう』 11월 - 11월 7일 - 『ネバー・モア-「ペルソナ4」輪廻転生-』 - 11월 14일 - YUI 『HOW CRAZY YOUR LOVE』 - 11월 21일 - KinKi Kids 『K album』 - 11월 28일 - 칸쟈니∞ 『FIGHT』 12월 - 12월 5일 - 카라 『スーパーガール』 (2011년 11월 1위) - 12월 12일 - Perfume 『JPN』 - 12월 19일 - 아카니시 진 『TEST DRIVE featuring JASON DERULO』 - 12월 26일 - 카라 『スーパーガール』 (통산 2주) |

#### 2012년
| 1월 - 1월 2일 - FUNKY MONKEY BABYS 『ファンキーモンキーベイビーズ4』 - 1월 9일 - EXILE/EXILE ATSUSHI 『EXILE JAPAN/Solo』 (2011년 12월·2012년 1월 1위) - 1월 16일 - EXILE/EXILE ATSUSHI 『EXILE JAPAN/Solo』 - 1월 23일 - EXILE/EXILE ATSUSHI 『EXILE JAPAN/Solo』 (3주 연속) - 1월 30일 - ASIAN KUNG-FU GENERATION 『BEST HIT AKG』 2월 - 2월 6일 - 코다 쿠미 『JAPONESQUE』 - 2월 13일 - 아야카 『The beginning』 - 2월 20일 - L'Arc~en~Ciel 『BUTTERFLY』 (2012년 2월 1위) - 2월 27일 - 도쿄지헨 『東京コレクション』 3월 - 3월 5일 - KAT-TUN 『CHAIN』 - 3월 12일 - 이키모노가카리 『NEWTRAL』 - 3월 19일 - 이키모노가카리 『NEWTRAL』 (2주 연속) - 3월 26일 - SDN48 『NEXT ENCORE』 4월 - 4월 2일 - Acid Black Cherry 『2012』 - 4월 9일 - Kis-My-Ft2 『Kis-My-1st』 (2012년 3월 1위) - 4월 16일 - 유스케 『あの・・涙があるから愛があるんですケド。』 - 4월 23일 - 도모토 츠요시 『shamanippon -ラカチノトヒ-』 - 4월 30일 - 나오토 인티 레이미 『風歌キャラバン』 5월 - 5월 7일 - 유즈 『YUZU YOU [2006-2011]』 (2012년 4월 1위) - 5월 14일 - 유즈 『YUZU YOU [2006-2011]』 (2주 연속) - 5월 21일 - Mr.Children 『Mr.Children 2005-2010 ＜macro＞』 (2012년 앨범차트 1위) (2012년 5월 1위) - 5월 28일 - Mr.Children 『Mr.Children 2005-2010 ＜macro＞』 6월 - 6월 4일 - Mr.Children 『Mr.Children 2005-2010 ＜macro＞』 (3주 연속) - 6월 11일 - 장근석 『Just Crazy』 - 6월 18일 - Hey! Say! JUMP 『JUMP WORLD』 - 6월 25일 - NEWS 『NEWS BEST』 | 7월 - 7월 2일 - aiko 『時のシルエット』 - 7월 9일 - 아무로 나미에 『Uncontrolled』 (2012년 6월 1위) - 7월 16일 - 아무로 나미에 『Uncontrolled』 - 7월 23일 - 아무로 나미에 『Uncontrolled』 (3주 연속) - 7월 30일 - 쿠와타 케이스케 『I LOVE YOU -now & forever-』 (2012년 7월 1위) 8월 - 8월 6일 - 쿠와타 케이스케 『I LOVE YOU -now & forever-』 - 8월 13일 - 쿠와타 케이스케 『I LOVE YOU -now & forever-』 (3주 연속) - 8월 20일 - SMAP 『GIFT of SMAP』 - 8월 27일 - AKB48 『1830m』 (2012년 8월 1위) 9월 - 9월 3일 - AKB48 『1830m』 (2주 연속) - 9월 10일 - 씨엔블루 『CODE NAME BLUE』 - 9월 17일 - 코부쿠로 『ALL SINGLES BEST 2』 (2012년 9월 1위) - 9월 24일 - Perfume 『Perfume Global Compilation "LOVE THE WORLD"』 10월 - 10월 1일 - Superfly 『Force』 - 10월 8일 - 야마시타 타츠로 『OPUS ～ALL TIME BEST 1975-2012～』 - 10월 15일 - 도모토 코이치 『Gravity』 - 10월 22일 - 야마시타 타츠로 『OPUS ～ALL TIME BEST 1975-2012～』 (통산 2주) - 10월 29일 - 칸쟈니∞ 『8EST』 11월 - 11월 5일 - 칸쟈니∞ 『8EST』 (2주 연속) - 11월 12일 - 아라시 『Popcorn』 (2012년 10월 1위) - 11월 19일 - JUJU 『BEST STORY ～Life stories～』 - 11월 26일 - Sexy Zone 『one Sexy Zone』 12월 - 12월 3일 - 마츠토야 유미 『日本の恋と、ユーミンと。 The Best Of Yumi Matsutoya 40th Anniversary』 - 12월 10일 - Mr.Children 『［(an imitation) blood orange］』 (2012년 11월 1위) - 12월 17일 - EXILE 『EXILE BEST HITS -LOVE SIDE/SOUL SIDE-』 (2012년 12월 1위) - 12월 24일 - EXILE 『EXILE BEST HITS -LOVE SIDE/SOUL SIDE-』 (2주 연속) - 12월 31일 - 이키모노가카리 『バラー丼』 |

#### 2013년
| 1월 - 1월 7일 - 三代目 J Soul Brothers 『MIRACLE』 (2013년 1월 1위) - 1월 14일 - 三代目 J Soul Brothers 『MIRACLE』 (2주 연속) - 1월 21일 - 하마사키 아유미 『A Classical』 - 1월 28일 - 시드 『SID 10th Anniversary BEST』 2월 - 2월 4일 - GLAY 『JUSTICE』 - 2월 11일 - 나카시마 미카 『REAL』 - 2월 18일 - 하마사키 아유미 『LOVE again』 - 2월 25일 - 2PM 『Legend of 2PM』 3월 - 3월 4일 - MISIA 『MISIA SUPER BEST RECORDS -15th Celebration-』 - 3월 11일 - NMB48 『てっぺんとったんで!』 (2013년 2월 1위) - 3월 18일 - 동방신기 『TIME』 (2013년 3월 1위) - 3월 25일 - 사카낙션 『sakanaction』 4월 - 4월 1일 - BOØWY 『BOØWY THE BEST "STORY"』 - 4월 8일 - Kis-My-Ft2 『Goodいくぜ!』 - 4월 15일 - FUNKY MONKEY BABYS 『ファンキーモンキーベイビーズLAST BEST』 - 4월 22일 - 모모이로 클로버 Z 『5TH DIMENSION』 (2013년 4월 1위) - 4월 29일 - E-girls 『Lesson 1』 5월 - 5월 6일 - 골든 봄버 『ザ・パスト・マスターズ vol.1』 - 5월 13일 - 유즈 『LAND』 - 5월 20일 - 도모토 츠요시 『カバ』 - 5월 27일 - 야자와 에이키치 『ALL TIME BEST ALBUM』 (2013년 5월 1위) 6월 - 6월 3일 - miwa 《Delight》 - 6월 10일 - 자연의 적P 《メカクシティレコーズ》 - 6월 17일 - 인피니트 『恋に落ちるとき』 - 6월 24일 - B'z 『B'z The Best XXV 1988-1998』 (2013년 6월 1위) | 7월 - 7월 1일 - B'z 『B'z The Best XXV 1988-1998』 (2주 연속) - 7월 8일 - 캬리 파뮤파뮤 『なんだこれくしょん』 - 7월 15일 - BUMP OF CHICKEN 『BUMP OF CHICKEN I ＜1999-2004＞』 - 7월 22일 - 아무로 나미에 『FEEL』 (2013년 7월 1위) - 7월 29일 - NEWS 『NEWS』 8월 - 8월 5일 - 이키모노가카리 『I』 - 8월 12일 - 맥시멈 더 호르몬 『予襲復讐』 (2013년 8월 1위) - 8월 19일 - 맥시멈 더 호르몬 『予襲復讐』 - 8월 26일 - 맥시멈 더 호르몬 『予襲復讐』 (3주 연속) 9월 - 9월 2일 - 히무로 교스케 『KYOSUKE HIMURO 25th Anniversary BEST ALBUM GREATEST ANTHOLOGY』 - 9월 9일 - 『あまちゃん 歌のアルバム』 - 9월 16일 - 니시노 카나 『Love Collection 〜mint〜』 (2013년 9월 1위) - 9월 23일 - 스피츠 『小さな生き物』 - 9월 30일 - AAA 『Eighth Wonder』 10월 - 10월 7일 - Superfly 『Superfly BEST』 - 10월 14일 - Perfume 『LEVEL3』 - 10월 21일 - Superfly 『Superfly BEST』 (통산 2주) - 10월 28일 - 칸쟈니∞ 『JUKE BOX』 11월 - 11월 4일 - 아라시 『LOVE』 (2013년 앨범차트 1위) (2013년 10월 1위) - 11월 11일 - 아라시 『LOVE』 (2주 연속) - 11월 18일 - 레이디 가가 『Artpop』 - 11월 25일 - GENERATIONS from EXILE TRIBE 『GENERATIONS』 12월 - 12월 2일 - 포르노그라피티 『PORNOGRAFFITTI 15th Anniversary "ALL TIME SINGLES"』 - 12월 9일 - KAT-TUN 『楔-kusabi-』 (2013년 11월 1위) - 12월 16일 - KinKi Kids 『L album』 (2013년 12월 1위) - 12월 23일 - 소녀시대 『LOVE & PEACE』 - 12월 30일 - 코부쿠로 『One Song From Two Hearts』 |

#### 2014년
| 1월 - 1월 6일 - 三代目 J Soul Brothers from EXILE TRIBE 『THE BEST/BLUE IMPACT』 - 1월 13일 - 三代目 J Soul Brothers from EXILE TRIBE 『THE BEST/BLUE IMPACT』 - 1월 20일 - 三代目 J Soul Brothers from EXILE TRIBE 『THE BEST/BLUE IMPACT』 - 1월 27일 - 三代目 J Soul Brothers from EXILE TRIBE 『THE BEST/BLUE IMPACT』 (4주 연속) 2월 - 2월 3일 - AKB48 『次の足跡』 (2014년 앨범차트 1위) (2014년 1월 1위) - 2월 10일 - 2PM 『Genesis of 2PM』 - 2월 17일 - THE SECOND from EXILE 『THE II AGE』 - 2월 24일 - 도모토 츠요시 《shamanippon -ロイノチノイ-》 3월 - 3월 3일 - Sexy Zone 『Sexy Second』 - 3월 10일 - 코다 쿠미 『Bon Voyage』 - 3월 17일 - 동방신기 『TREE』 (2014년 3월 1위) - 3월 24일 - BUMP OF CHICKEN 『RAY』 - 3월 31일 - E-girls 『COLORFUL POP』 4월 - 4월 7일 - Kis-My-Ft2 『HIT! HIT! HIT!』 - 4월 14일 - 후쿠야마 마사하루 『HUMAN』 - 4월 21일 - 후쿠야마 마사하루 『HUMAN』 (2주 연속) - 4월 28일 - 미즈키 나나 『SUPERNAL LIBERTY』 5월 - 5월 5일 - Not yet 『already』 - 5월 12일 - 『アナと雪の女王 オリジナル・サウンドトラック』 (2014년 4월·5월 1위) - 5월 19일 - 『アナと雪の女王 オリジナル・サウンドトラック』 - 5월 26일 - 『アナと雪の女王 オリジナル・サウンドトラック』 (3주 연속) 6월 - 6월 2일 - 이나바 코시 『Singing Bird』 - 6월 9일 - aiko 『泡のような愛だった』 - 6월 16일 - 아무로 나미에 『Ballada』 (2014년 6월 1위) - 6월 23일 - 아무로 나미에 『Ballada』 (2주 연속) - 6월 30일 - Hey! Say! JUMP 『smart』 | 7월 - 7월 7일 - KAT-TUN 『come Here』 - 7월 14일 - Kis-My-Ft2 『Kis-My-Journey』 (2014년 7월 1위) - 7월 21일 - 캬리 파뮤파뮤 『ピカピカふぁんたじん』 - 7월 28일 - TOKIO 『HEART』 8월 - 8월 4일 - 소녀시대 『THE BEST』 - 8월 11일 - 소녀시대 『THE BEST』 (2주 연속) - 8월 18일 - 자니스WEST 『go WEST よーいドン！』 - 8월 25일 - NMB48 『世界の中心は大阪や 〜なんば自治区〜』 (2014년 8월 1위) 9월 - 9월 1일 - DREAMS COME TRUE 『ATTACK25』 - 9월 8일 - EXILE TRIBE 『EXILE TRIBE REVOLUTION』 - 9월 15일 - SMAP 『Mr.S』 (2014년 9월 1위) - 9월 22일 - 타케우치 마리야 『TRAD』 - 9월 29일 - 타케우치 마리야 『TRAD』 (2주 연속) 10월 - 10월 6일 - 샤이니 『I'm Your Boy』 - 10월 13일 - AAA 『GOLD SYMPHONY』 - 10월 20일 - 야마시타 토모히사 『YOU』 - 10월 27일 - 슬립낫 『.5: The Gray Chapter』 11월 - 11월 3일 - 아라시 『THE DIGITALIAN』 (2014년 10월 1위) - 11월 10일 - D-LITE(from BIGBANG) 『でぃらいと』 - 11월 17일 - 칸쟈니∞ 『関ジャニズム』 (2014년 11월 1위) - 11월 24일 - 니시노 카나 《with LOVE》 12월 - 12월 1일 - 원 디렉션 『Four』 - 12월 8일 - 빅뱅 《THE BEST OF BIGBANG 2006-2014》 - 12월 15일 - EXILE ATSUSHI 『Love Ballade』 - 12월 22일 - KinKi Kids 『M album』 - 12월 29일 - 동방신기 『WITH』 (2014년 12월 1위) |

#### 2015년
| 1월 - 1월 5일 - 이키모노가카리 『FUN! FUN! FANFARE!』 - 1월 12일 - E-girls 『E.G. TIME』 - 1월 19일 - 노기자카46 『透明な色』 - 1월 26일 - SEKAI NO OWARI 『Tree』 2월 - 2월 2일 - AKB48 『ここがロドスだ、ここで跳べ!』 (2015년 1월 1위) - 2월 9일 - 三代目 J Soul Brothers from EXILE TRIBE 『PLANET SEVEN』 (2015년 2월 1위) - 2월 16일 - 三代目 J Soul Brothers from EXILE TRIBE 『PLANET SEVEN』 (2주 연속) - 2월 23일 - ONE OK ROCK 『35xxxv』 3월 - 3월 2일 - GENERATIONS from EXILE TRIBE 『GENERATION EX』 - 3월 9일 - NEWS 『White』 - 3월 16일 - B'z 『EPIC DAY』 - 3월 23일 - Sexy Zone 『Sexy Power3』 - 3월 30일 - 코다 쿠미 『WALK OF MY LIFE』 4월 - 4월 6일 - EXILE 『19 -Road to AMAZING WORLD-』 - 4월 13일 - 사잔 올 스타즈 『葡萄』 (2015년 3월 1위) - 4월 20일 - 후쿠야마 마사하루 『「魂リク」』 (2015년 4월 1위) - 4월 27일 - 2PM 『2PM of 2PM』 5월 - 5월 4일 - 자니스WEST 『パリピポ』 - 5월 11일 - 하마다 쇼고 『Journey of a Songwriter ～ 旅するソングライター』 - 5월 18일 - 하마다 쇼고 『Journey of a Songwriter ～ 旅するソングライター』 (2주 연속) - 5월 25일 - A.B.C-Z 『A.B.Sea Market』 6월 - 6월 1일 - 도모토 츠요시 《TU》 - 6월 8일 - μ's - 『μ's Best Album Best Live! collection II』 (2015년 5월 1위) - 6월 15일 - Mr.Children 『REFLECTION』 (2015년 6월 1위) - 6월 22일 - 아무로 나미에 『_genic』 - 6월 29일 - 골든 봄버 『ノーミュージック・ノーウエポン』 | 7월 - 7월 6일 - Hey! Say! JUMP 『JUMPing CAR』 - 7월 13일 - Kis-My-Ft2 『KIS-MY-WORLD』 - 7월 20일 - DREAMS COME TRUE 『DREAMS COME TRUE THE BEST! 私のドリカム』 (2015년 7월·8월 1위) - 7월 27일 - DREAMS COME TRUE 『DREAMS COME TRUE THE BEST! 私のドリカム』 8월 - 8월 3일 - DREAMS COME TRUE 『DREAMS COME TRUE THE BEST! 私のドリカム』 (3주 연속) - 8월 10일 - V6 『SUPER Very best』 - 8월 17일 - DREAMS COME TRUE 『DREAMS COME TRUE THE BEST! 私のドリカム』 - 8월 24일 - DREAMS COME TRUE 『DREAMS COME TRUE THE BEST! 私のドリカム』 (2주 연속, 통산 5주) - 8월 31일 - 포르노그라피티 『RHINOCEROS』 9월 - 9월 7일 - DREAMS COME TRUE 『DREAMS COME TRUE THE BEST! 私のドリカム』 (통산 6주) - 9월 14일 - 와가키밴드 『八奏絵巻』 - 9월 21일 - 유즈 『二人参客 2015.8.15〜緑の日〜』 - 9월 28일 - AAA 『AAA 10th ANNIVERSARY BEST』 (2015년 9월 1위) 10월 - 10월 5일 - TAKAHIRO 『the VISIONALUX』 - 10월 12일 - 씨엔블루 『colors』 - 10월 19일 - 요네즈 켄시 『Bremen』 - 10월 26일 - 프렌치 키스 『French Kiss』 11월 - 11월 2일 - 아라시 『Japonism』 (2015년 앨범차트 1위) (2015년 10월 1위) - 11월 9일 - 아라시 『Japonism』 (2주 연속) - 11월 16일 - 비틀즈 『The Beatles 1』 (통산 2주) - 11월 23일 - 칸쟈니∞ 『関ジャニ∞の元気が出るCD!!』 - 11월 30일 - AKB48 『0と1の間』 (2015년 11월 1위) 12월 - 12월 7일 - AKB48 『0と1の間』 (2주 연속) - 12월 14일 - 호시노 겐 『YELLOW DANCER』 - 12월 21일 - back number 『シャンデリア』 (2015년 12월 1위) - 12월 28일 - back number 『シャンデリア』 (2주 연속) |

#### 2016년
| 1월 - 1월 4일 - 후쿠야마 마사하루 『福の音』 - 1월 11일 - 샤이니 『DxDxD』 - 1월 18일 - 『歌物語 -〈物語〉シリーズ主題歌集-』 (2016년 1월 1위) - 1월 25일 - 게스노키와미오토메 『両成敗』 2월 - 2월 1일 - miwa 『miwa ballad collection 〜graduation〜』 - 2월 8일 - 야마시타 토모히사 『YAMA-P』 - 2월 15일 - 빅뱅 『MADE SERIES』 - 2월 22일 - BUMP OF CHICKEN 『Butterflies』 (2016년 2월 1위) - 2월 29일 - 모모이로 클로버 Z 《白金の夜明け》 3월 - 3월 7일 - Sexy Zone 『Welcome to Sexy Zone』 - 3월 14일 - GENERATIONS from EXILE TRIBE 『SPEEDSTER』 - 3월 21일 - NEWS 『QUARTETTO』 - 3월 28일 - 이키모노가카리 『超いきものばかり〜てんねん記念メンバーズBESTセレクション〜』 4월 - 4월 4일 - KAT-TUN 『KAT-TUN 10TH ANNIVERSARY BEST “10Ks”』 - 4월 11일 - 三代目 J Soul Brothers from EXILE TRIBE 《THE JSB LEGACY》 (2016년 3월 1위) - 4월 18일 - Perfume 『COSMIC EXPLORER』 - 4월 25일 - 히무로 교스케 『L’EPILOGUE』 5월 - 5월 2일 - 오다 카즈마사 『あの日 あの時』 (2016년 4월 1위) - 5월 9일 - 2PM 『GALAXY OF 2PM』 - 5월 16일 - 오다 카즈마사 『あの日 あの時』 (통산 2주) - 5월 23일 - T.M.Revolution 『2020 -T.M.Revolution ALL TIME BEST-』 - 5월 30일 - aiko 『May Dream』 6월 - 6월 6일 - 노기자카46 『それぞれの椅子』 (2016년 5월 1위) - 6월 13일 - 『THE IDOLM@STER CINDERELLA MASTER Cute jewelries! 003』 - 6월 20일 - 도모토 츠요시 『Grateful Rebirth』 - 6월 27일 - 『HiGH & LOW ORIGINAL BEST ALBUM』 (2016년 6월 1위) | 7월 - 7월 4일 - Kis-My-Ft2 『I SCREAM』 - 7월 11일 - 『THE IDOLM@STER CINDERELLA MASTER Cool jewelries! 003』 (통산 2주) - 7월 18일 - DREAMS COME TRUE 『DREAMS COME TRUE THE ウラBEST! 私だけのドリカム』 - 7월 25일 - 니시노 카나 『Just LOVE』 8월 - 8월 1일 - 니시노 카나 『Just LOVE』 (2주 연속) - 8월 8일 - Hey! Say! JUMP 『DEAR.』 (2016년 7월 1위) - 8월 15일 - Hey! Say! JUMP 『DEAR.』 (2주 연속) - 8월 22일 - UNICORN 『ゅ 13-14』 - 8월 29일 - 니시노 카나 『Just LOVE』 (통산 3주) 9월 - 9월 5일 - RADWIMPS 『君の名は。』 (2016년 8월·9월 1위) - 9월 12일 - RADWIMPS 『君の名は。』 (2주 연속) - 9월 19일 - 방탄소년단 『YOUTH』 - 9월 26일 - Flower 『THIS IS Flower THIS IS BEST』 10월 - 10월 3일 - KinKi Kids 『N album』 - 10월 10일 - 우타다 히카루 『Fantome』 - 10월 17일 - 우타다 히카루 『Fantome』 (2주 연속) - 10월 24일 - 우타다 히카루 『Fantome』 (3주 연속) - 10월 31일 - 우타다 히카루 『Fantome』 (4주 연속) 11월 - 11월 7일 - 아라시 『Are You Happy?』 (2016년 앨범차트 1위) (2016년 10월 1위) - 11월 14일 - 마츠토야 유미 『宇宙図書館』 - 11월 21일 - [Alexandros] 『EXIST!』 - 11월 28일 - Sexy Zone 『Sexy Zone 5th Anniversary Best』 12월 - 12월 5일 - RADWIMPS 『人間開花』 (2016년 11월 1위) - 12월 12일 - 자니스WEST 『なうぇすと』 - 12월 19일 - 비투비 『24/7 (TWENTY FOUR/SEVEN)』 - 12월 26일 - BOYS AND MEN 『威風堂々～B.M.C.A.～』 |

#### 2017년
| 1월 - 1월 2일 - SMAP 『SMAP 25 YEARS』 (2016년 12월 1위) - 1월 9일 - SMAP 『SMAP 25 YEARS』 (2주 연속) - 1월 16일 - KinKi Kids 『Ballad Selection』 - 1월 23일 - ONE OK ROCK 『Ambitions』 - 1월 30일 - E-girls 『E.G. CRAZY』 2월 - 2월 6일 - AKB48 『サムネイル』 (2017년 1월 1위) - 2월 13일 - GReeeeN 『ALL SINGLeeeeS 〜& New Beginning〜』 - 2월 20일 - 규현 『ONE VOICE』 - 2월 27일 - 빅뱅 《MADE》 3월 - 3월 6일 - AAA 『WAY OF GLORY』 (2017년 2월 1위) - 3월 13일 - EXILE THE SECOND 『BORN TO BE WILD』 - 3월 20일 - 코다 쿠미 『W FACE ~outside~』 - 3월 27일 - YUKI 『まばたき』 4월 - 4월 3일 - NEWS 『NEVERLAND』 - 4월 10일 - 三代目 J Soul Brothers from EXILE TRIBE 『THE JSB WORLD』 (2017년 3월 1위) - 4월 17일 - Superfly 『Superfly 10th Anniversary Greatest Hits “LOVE, PEACE & FIRE”』 - 4월 24일 - D-LITE 『D-Day』 5월 - 5월 1일 - 도모토 코이치 『KOICHI DOMOTO 「Endless SHOCK」Original Sound Track 2』 - 5월 8일 - 유즈 『YUZU 20th Anniversary ALL TIME BEST ALBUM ゆずイロハ 1997-2017』 (2017년 4월 1위) - 5월 15일 - Kis-My-Ft2 『MUSIC COLOSSEUM』 - 5월 22일 - 유즈 『YUZU 20th Anniversary ALL TIME BEST ALBUM ゆずイロハ 1997-2017』 (통산 2주) - 5월 29일 - THE YELLOW MONKEY 『THE YELLOW MONKEY IS HERE. NEW BEST』 6월 - 6월 5일 - 노기자카46 『生まれてから初めて見た夢』 (2017년 5월 1위) - 6월 12일 - 시리츠에비스추가쿠 『エビクラシー』 - 6월 19일 - 케모노 프렌즈 『けものフレンズ ドラマ&キャラクターソングアルバム「Japari Café」』 - 6월 26일 - 하타 모토히로 『All Time Best ハタモトヒロ』 | 7월 - 7월 3일 - Acid Black Cherry 『Acid BLOOD Cherry』 - 7월 10일 - 칸쟈니∞ 『ジャム』 (2017년 6월 1위) - 7월 17일 - 스피츠 『CYCLE HIT 1991-2017 Spitz Complete Single Collection -30th Anniversary BOX-』 - 7월 24일 - GLAY 『SUMMERDELICS』 - 7월 31일 - 케야키자카46 『真っ白なものは汚したくなる』 8월 - 8월 7일 - Hey! Say! JUMP 『Hey! Say! JUMP 2007-2017 I/O』 (2017년 7월 1위) - 8월 14일 - NMB48 『難波愛〜今、思うこと〜』 - 8월 21일 - V6 『The ONES』 - 8월 28일 - iKON 『NEW KIDS:BEGIN』 9월 - 9월 4일 - 쿠와타 케이스케 『がらくた』 (2017년 8월 1위) - 9월 11일 - 블랙핑크 『BLACKPINK』 - 9월 18일 - Shogo Hamada & The J.S.Inspirations 『THE Moonlight Cats Radio Show Vol.1』 - 9월 25일 - 쿠와타 케이스케 『がらくた』 (통산 2주) 10월 - 10월 2일 - TRIGGER 『LEGALITY』 - 10월 9일 - 방탄소년단 『LOVE YOURSELF 承‘Her’』 (2017년 9월 1위) - 10월 16일 - Hi-STANDARD 『The Gift』 - 10월 23일 - DREAMS COME TRUE 『THE DREAM QUEST』 - 10월 30일 - 아라시 『「untitled」』 (2017년 10월 1위) 11월 - 11월 6일 - 동방신기 『FINE COLLECTION ~Begin Again~』 - 11월 13일 - 요네즈 켄시 『BOOTLEG』 - 11월 20일 - 아무로 나미에 『Finally』 (2017년·2018년 앨범차트 1위) (2017년 11월·12월 1위) - 11월 27일 - 아무로 나미에 『Finally』 12월 - 12월 4일 - 아무로 나미에 『Finally』 (3주 연속) - 12월 11일 - B'z 『DINOSAUR』 - 12월 18일 - KinKi Kids 『The BEST』 - 12월 25일 - 부사이쿠 『舞祭組の、わっ!』 |

#### 2018년
| 1월 - 1월 1일 - BOYS AND MEN 『友ありて・・』 - 1월 8일 - HKT48 『092』 - 1월 15일 - 자니스WEST 『WESTival』 - 1월 22일 - 노기자카46 『僕だけの君〜Under Super Best〜』 - 1월 29일 - WANIMA 『Everybody!!』 2월 - 2월 5일 - AKB48 『僕たちは、あの日の夜明けを知っている』 (2018년 1월 1위) - 2월 12일 - EXO 『COUNTDOWN』 - 2월 19일 - 모닝구무스메 20th 『二十歳のモーニング娘。』 - 2월 26일 - Sexy Zone 『XYZ=repainting』 (2018년 2월 1위) 3월 - 3월 5일 - JUJU 『I』 - 3월 12일 - 『グレイテスト・ショーマン (サウンドトラック)』 - 3월 19일 - 미우라 다이치 『BEST』 - 3월 26일 - 사이토 카즈요시 『Toys Blood Music』 4월 - 4월 2일 - NEWS 『EPCOTIA』 - 4월 9일 - 사카낙션 『魚図鑑』 - 4월 16일 - 방탄소년단 『FACE YOURSELF』 (2018년 3월 1위) - 4월 23일 - 마츠토야 유미 『ユーミンからの、恋のうた。』 - 4월 30일 - SHINee 『SHINee THE BEST FROM NOW ON』 5월 - 5월 7일 - Kis-My-Ft2 『Yummy!!』 (2018년 4월 1위) - 5월 14일 - ENDRECHERI 『HYBRID FUNK』 - 5월 21일 - LiSA 『LiSA BEST -Way-』 - 5월 28일 - EXO-CBX 『MAGIC』 6월 - 6월 4일 - 모모이로 클로버 Z 『MOMOIRO CLOVER Z BEST ALBUM「桃も十、番茶も出花」』 - 6월 11일 - 칸쟈니∞ 『GR8EST』 (2018년 5월 1위) - 6월 18일 - 三代目 J Soul Brothers from EXILE TRIBE 『FUTURE』 (2018년 6월 1위) - 6월 25일 - THE ORAL CIGARETTES 『Kisses and Kills』 | 7월 - 7월 2일 - 히라가나 케야키자카46 『走り出す瞬間』 - 7월 9일 - 우타다 히카루 『初恋』 - 7월 16일 - 우라시마사카타센 『V-enus』 - 7월 23일 - JUNHO(From 2PM) 『想像』 - 7월 30일 - KAT-TUN 『CAST』 8월 - 8월 6일 - EXILE 『STAR OF WISH』 - 8월 13일 - 사잔 올 스타즈 『海のOh,Yeah!!』 (2018년 7월 1위) - 8월 20일 - 사잔 올 스타즈 『海のOh,Yeah!!』 (2주 연속) - 8월 27일 - Perfume 『Future Pop』 9월 - 9월 3일 - Hey! Say! JUMP 『SENSE or LOVE』 (2018년 8월 1위) - 9월 10일 - AAA 『COLOR A LIFE』 - 9월 17일 - 방탄소년단 『LOVE YOURSELF 結 'Answer'』 - 9월 24일 - 트와이스 『BDZ』 (2018년 9월 1위) 10월 - 10월 1일 - 동방신기 『TOMORROW』 - 10월 8일 - iKON 『RETURN』 - 10월 15일 - Mr.Children 『重力と呼吸』 (2018년 10월 1위) - 10월 22일 - Mr.Children 『重力と呼吸』 - 10월 29일 - Mr.Children 『重力と呼吸』 (3주 연속) 11월 - 11월 5일 - 게쓰메이시 『ケツノポリス11』 - 11월 12일 - 아이즈원 『COLOR*IZ』 - 11월 19일 - 트와이스 『YES or YES』 - 11월 26일 - 『MAD TRIGGER CREW VS 麻天狼』 (2018년 11월 1위) 12월 - 12월 3일 - 니시노 카나 『Love Collection 2 〜pink〜』 - 12월 10일 - 야마시타 토모히사 『UNLEASHED』 - 12월 17일 - 코부쿠로 『ALL TIME BEST 1998-2018』 - 12월 24일 - RADWIMPS 『ANTI ANTI GENERATION』 - 12월 31일 - 호시노 겐 『POP VIRUS』 (2018년 12월 1위) |

#### 2019년
| 1월 - 1월 7일 - 호시노 겐 『POP VIRUS』 - 1월 14일 - 호시노 겐 『POP VIRUS』 - 1월 21일 - 호시노 겐 『POP VIRUS』 (4주 연속) - 1월 28일 - Little Glee Monster 『FLAVA』 2월 - 2월 4일 - 세븐틴 『SEVENTEEN 6th Mini Album 'YOU MADE MY DAWN'』 - 2월 11일 - GOT7 『I WON'T LET YOU GO』 - 2월 18일 - Nissy 『Nissy Entertainment 5th Anniversary BEST』 - 2월 25일 - ONE OK ROCK 『Eye of the Storm』 3월 - 3월 4일 - NEWS 『WORLDISTA』 - 3월 11일 - SEKAI NO OWARI 『Lip』 - 3월 18일 - 트와이스 『#TWICE2』 - 3월 25일 - Sexy Zone 『PAGES』 4월 - 4월 1일 - 모닝구무스메'19 『ベスト! モーニング娘。20th Anniversary』 - 4월 8일 - back number 『MAGIC』 - 4월 15일 - back number 『MAGIC』 (2주 연속) - 4월 22일 - 재중 『Flawless Love』 - 4월 29일 - 노기자카46 『今が思い出になるまで』 5월 - 5월 6일 - Kis-My-Ft2 『FREE HUGS!』 - 5월 13일 - 트와이스 『FANCY YOU』 - 5월 20일 - 『歌物語2 -〈物語〉シリーズ主題歌集-』 - 5월 27일 - 모모이로 클로버 Z 『MOMOIRO CLOVER Z』 6월 - 6월 3일 - BALLISTIK BOYZ from EXILE TRIBE 『BALLISTIK BOYZ』 - 6월 10일 - B'z 『NEW LOVE』 - 6월 17일 - aiko 『aikoの詩。』 - 6월 24일 - 계속 한밤중이면 좋을텐데. 『今は今で誓いは笑みで』 | 7월 - 7월 1일 - King & Prince 『King & Prince』 - 7월 8일 - 아라시 『5×20 All the BEST!! 1999-2019』 - 7월 15일 - 스토푸리 『すとろべりーらぶっ!』 - 7월 22일 - BUMP OF CHICKEN 『aurora arc』 - 7월 29일 - 아라시 『5×20 All the BEST!! 1999-2019』 8월 - 8월 5일 - 아라시 『5×20 All the BEST!! 1999-2019』 (2주 연속, 통산 3주) - 8월 12일 - KAT-TUN 『IGNITE』 - 8월 19일 - 26시의 마스커레이드 『ちゅるサマ!』 - 8월 26일 - ENDRECHERI 『NARALIEN』 9월 - 9월 2일 - 아라시 『5×20 All the BEST!! 1999-2019』 (통산 4주) - 9월 9일 - 태민 『FAMOUS』 |